# Європейське управління з питань запобігання зловживанням та шахрайству
Європе́йський о́фіс по боротьбі́ з шахра́йством (фр. Office européen de lutte anti-fraude (OLAF), англ. European Anti-fraud Office) — орган, уповноважений Європейським Союзом (ЄС) із захисту фінансових інтересів Союзу. Він був заснований 28 квітня 1999 року відповідно до Рішення Європейської Комісії № 1999/352. В офісу є три основні завдання:
- боротися з шахрайством, що впливає на бюджет ЄС;
- розслідувати корупцію персоналу інституцій ЄС; і
- розробити законодавство та політику проти шахрайства.

OLAF виконує свою місію, проводячи повністю незалежні внутрішні та зовнішні розслідування. Він координує діяльність своїх партнерів у боротьбі з шахрайством у державах-членах. OLAF надає державам-членам ЄС необхідну підтримку та технічне ноу-гау, щоб допомогти їм у боротьбі з шахрайством. OLAF бере участь у розробці стратегії боротьби з шахрайством Європейського Союзу та вживає необхідних ініціатив для посилення відповідного законодавства.
OLAF проводить адміністративні розслідування. Він не має судових повноважень зобов’язувати національні правоохоронні органи діяти згідно з його подальшими рекомендаціями.

## Правовий ґрунт
Регламент № 883/2013, який регулює роботу OLAF, набрав чинности 1 жовтня 2013 року. Цей Регламент ґрунтується на досвіді, набутому OLAF з моменту його створення. Він забезпечує чітку законодавчу основу, яка кодифікує минулу практику та посилює ефективність слідчої діяльности OLAF. Регламент також закладає основу для кращого обміну інформацією між OLAF та його партнерами.

## Структура
OLAF має гібридний статус. З одного боку, це генеральний директорат Європейської комісії, підпорядкований віце-президенту, відповідальному за бюджет і людські ресурси. З іншого боку, вона є незалежною у своїй слідчій діяльності.
OLAF має близько 420 співробітників: поліцейські, митні та юридичні експерти з держав-членів Європейського Союзу (ЄС).
Європейська комісія після консультацій з Європейським парламентом і Радою призначила Вілле Італя генеральним директором OLAF. Приступив до виконання своїх обов’язків 1 серпня 2018 року.

## Історія
OLAF було створено в 1999 році. Після подій, які призвели до відставки Комісії Сантера, його попередника UCLAF (Unité de koordinacija de lutte anti-fraude) було замінено новим органом по боротьбі з шахрайством (OLAF) із більшими повноваженнями.
У період з 2010 по 2018 рік OLAF:
- Провів понад 1900 розслідувань;
- Рекомендовано стягнути з бюджету ЄС понад 6,9 мільярда євро;
- Видав понад 2500 рекомендацій щодо судових, фінансових, дисциплінарних та адміністративних заходів, які мають бути вжиті компетентними органами держав-членів та ЄС.

У результаті розслідування OLAF неправомірно витрачені суми поступово поверталися до бюджету ЄС, злочинці постали перед національними судами, а по всій Європі були запроваджені кращі засоби захисту від шахрайства.
Завершені розслідування OLAF включають справи, пов’язані з персоналом ЄС, прямими витратами, зовнішньою допомогою, митницею та контрабандою сигарет.

### Розкрадання коштів, виділених на дослідження
Розслідування 2017 року призвело до того, що OLAF поклав край заплутаній схемі шахрайства, за допомогою якої було незаконно присвоєно кошти Європейського Союзу на суму понад 1,4 мільйона євро, призначені для прототипів реагування на повітряних подушках.
OLAF розкрив схему шахрайства в рамках розслідування передбачуваних порушень у дослідному та інноваційному проєкті, наданому європейському консорціуму. Консорціуму під керівництвом Італії з партнерами у Франції, Румунії та Сполученого Королівство було доручено створити два прототипи суден на повітряній подушці, які будуть використовуватися як аварійні морські транспортні засоби, здатні досягати віддалених районів у разі екологічних катастроф. Під час перевірок на місці, проведених в Італії OLAF та італійської Guardia di Finanza, OLAF виявив різні розібрані компоненти одного судна на повітряній подушці, а також ще одне судно на повітряній подушці, яке було завершено після закінчення терміну проєкту. Стало очевидним, що для отримання коштів ЄС італійські партнери помилково підтвердили наявність необхідних структурних та економічних умов для реалізації проєкту.
Розслідування, проведене OLAF у Сполученому Королівстві, показало, що британський партнер існував лише на папері, а компанія насправді була створена та належить тим самим італійським партнерам. Для імітації реального розвитку проєкту та відволікання коштів також були зафіксовані фіктивні витрати. На практиці, коли кошти ЄС було отримано, італійські ґрантоотримувачі використовували бухгалтерські хитрощі для викачування грошей, підробляючи документи, що підтверджують фальшиві витрати.
Ретельний аналіз понад 12 000 фінансових операцій і платежів, здійснених у рамках проєкту, показав, що частина коштів ЄС, отриманих італійськими та британськими партнерами, була використана для погашення іпотеки на замок, який загрожує стягненню. OLAF завершив своє розслідування у 2017 році двома судовими рекомендаціями – прокуратурі Генуї та поліції Лондонського Сіті – та фінансовою рекомендацією Генеральному директорату з досліджень та інновацій Європейської комісії щодо повернення викрадених коштів. Італійська влада вже виконує рекомендації OLAF і розслідує відповідних осіб за розкрадання та шахрайство проти ЄС, неправдиву бухгалтерську звітність, шахрайське банкрутство та шахрайські звіти.

### Припинення ухилення від сплати антидемпінгових мит на сонячні панелі
У 2017 році OLAF також розслідувало іншу велику справу, пов’язану з ухиленням від сплати антидемпінгових і компенсаційних мит, накладених на сонячні панелі, що походять з Китайської Народної Республіки або відправляються з неї. Стверджувалося, що сонячні батареї були неправильно декларовані під час імпорту до Європейського Союзу як такі, що мають тайванське походження. У рамках цього розслідування OLAF у співпраці з представниками голландської та французької митних служб і компетентними органами влади Тайваню провели спільні розслідування на Тайвані. Подальші перевірки відбулися в Антверпені у співпраці з бельгійською митницею.
OLAF зібрав і проаналізував дані про перевантаження, дані щодо імпорту з ЄС, а також інші документи, а також здійснив п’ять візитів до компаній тайванських експортерів/вантажовідправників і відвідав одинадцять транспортних агентів у Бельгії та Тайвані. Було виявлено, що приблизно 2500 контейнерних вантажів китайських сонячних панелей було перевантажено через Тайвань до ЄС. OLAF виявив, що ці партії сонячних панелей, імпортованих до Європейського Союзу, насправді не були тайванського походження, як було заявлено. Сонячні батареї були доставлені від виробників сонячних панелей у Китайській Народній Республіці до вільної зони на Тайвані, де сонячні батареї були завантажені в інші контейнери та відправлені до ЄС з новими документами, що стверджують, що вони тайванські. Встановлено, що насправді товар надходив з Китайської Народної Республіки, тому антидемпінгове та компенсаційне мито були застосовані. У результаті OLAF видав фінансову рекомендацію на суму 135 мільйонів євро.

### Сполучене Королівство, яке не вживало заходів щодо шахрайства з імпортом з Китаю
У березні 2022 року Суд Справедливости — найвища судова інстанція, в якій більше немає апеляцій — виніс остаточне рішення про те, що уряд Сполученого Королівства, коли воно було членом ЄС, з 2011 по 2017 рік проявило недбалість, дозволяючи злочинним угрупованням імпортувати дешевий китайський одяг і взуття з фальшивими рахунками-фактурами, в яких занижена їхня вартість, які потім реекспортувалися в інші країни ЄС. Суд вважав, що слід було застосувати загальноєвропейські заходи боротьби з шахрайством, встановлені OLAF. Незважаючи на те, що Британія вийшла з ЄС, країна залишається під юрисдикцією Суду Справедливости за порушення законодавства ЄС під час перебування в ЄС. ЄС вимагав компенсацію в розмірі понад 2 євро мільярд.

## Боротьба з контрабандою сигарет
OLAF має право не лише розслідувати справи, пов’язані з шахрайством, корупцією та іншими правопорушеннями, що впливають на всі витрати ЄС, але також стосується деяких сфер доходів ЄС, головним чином митних зборів. Контрабанда тютюну завдає величезних збитків національному бюджету та бюджету ЄС, тому OLAF розслідує та координує кримінальні справи, пов’язані з великомасштабною міжнародною контрабандою сигарет.
На додаток до своєї розслідувальної роботи, OLAF також підтримує інституції ЄС і держави-члени у формуванні політики боротьби з контрабандою тютюнових виробів. Після судових розглядів у судах США та для вирішення проблеми контрабанди та підроблених сигарет країни-члени ЄС та Європейська комісія підписали (між 2004 та 2010 роками) юридично зобов’язуючі та обов’язкові угоди з чотирма найбільшими світовими виробниками тютюну. Компанії погодилися виплатити спільно 2,15 мільярда доларів ЄС та державам-членам. За допомогою угод виробники також взяли на себе зобов’язання дотримуватися комплексних правил щодо практики продажу та розповсюдження, щоб сприяти дотриманню правил ЄС і національних правил, а також гарантувати, що їхні справжні сигарети продаються, розповсюджуються, зберігаються та відправляються відповідно до всіх вимог законодавства.

## Боротьба з відмиванням деревини
OLAF займається незаконною вирубкою та контрабандою дорогоцінної деревини та лісоматеріалів у ЄС.

## Виклики
Хоча OLAF є в основному успішною організацією, вона не позбавлена недоліків і проблем. Найпомітнішим є те, наскільки вона покладається на співпрацю європейських держав-членів. OLAF не є органом, що накладає санкції, він не має жодних повноважень переслідувати чи притягувати до відповідальности, лише давати рекомендації. Слідувати рекомендаціям і вживати заходів, чи ні, залежить від відповідних судових органів та інституцій ЄС. Відповіді на рекомендації OLAF відрізняються між державами, інституціями ЄС і меншими судовими органами. Наприклад, більшість органів влади Угорщини відмовилися підписувати угоди про співпрацю з OLAF і рідко виконують рекомендації, незважаючи на високий рівень корупції в Угорщині. Було припущення, що Угорщина відмовляється співпрацювати, оскільки корупція в інтересах уряду Орбана, а OLAF не має впливу, необхідного для примусу до співпраці. Європол і Євроюст — це дві організації, з якими OLAF важко співпрацювати, оскільки OLAF відчуває, що вони посягають на його юрисдикцію, і їм не місце в розслідуваннях шахрайства. Немає єдиного правового кодексу для захисту європейського бюджету – кожна держава-член має власні правові системи, власні правоохоронні органи та методи збору доказів, і це може знизити ефективність OLAF. Його ефективности також заважає залежність від співпраці між державою та агенціями, культурні, правові та мовні бар’єри та ускладнення, пов’язані з транскордонними розслідуваннями.

## Критика

### Правовий ґрунт
Правовий ґрунт OLAF була предметом критики. Хоча OLAF не є правоохоронним органом, його рекомендації мають значний вплив на структури ЄС. Це викликає занепокоєння щодо прозорости дій OLAF та основних прав суб’єктів розслідування. Гелен Ксантакі, професор права в Університетського коледжа Лондона, заявила: «OLAF заплутався в спеціальному, фрагментованому, суперечливому та некодифікованому безладі здебільшого самовстановлених оперативних конвенцій, які мають застосовуватися в рамках жорстких обмежень легітимности та конституційности у кримінальних розслідуваннях. Навіть юрисдикційна тотожність легітимности та конституційности є мінливою. За яким законом і за якою Конституцією працюватимуть неминуче заплутані співробітники OLAF: Бельгії, ЄС, юрисдикції юрисдикції, у компетенцію якої входить розслідування, чи тієї, у компетенцію якої входять фактичні, справді зазвичай транскордонні, дії, які розслідуються? І справді, яка природа OLAF і завдання його співробітників: вони слідчі, прокурори чи щось середнє?.

### Вибірковість і упередженість
OLAF піддався критиці з боку Інґеборґ Ґрессле, колишньої членкині комітету з бюджетного контролю Європейського парламенту, яка вказала, що менше третини персоналу OLAF займається сільськогосподарськими та структурними фондами ЄС, хоча вони становлять понад 80 відсотків бюджету ЄС. Крім того, Ґрассле зазначила, що ресурси OLAF непропорційно виділяються на розслідування підробок: «У них [OLAF] є індустрія розкоші, яка явно зацікавлена в тому, щоб допомогти їм знайти контрафактні товари, але, на мій погляд, OLAF не є європейським ФБР. Мандат OLAF чітко полягає в тому, щоб захищати фінансові інтереси ЄС. Це означає захист бюджету ЄС».

### Dalligate
OLAF провело розслідування, яке призвело до вимушеної відставки Джона Даллі, колишнього єврокомісара з охорони здоров'я та споживчої політики. Виходячи зі звіту OLAF, колишній президент Європейської комісії Жозе Мануель Баррозу звинуватив Даллі у використанні свого партнера для отримання хабара від шведської тютюнової компанії.
Однак жодне зі звинувачень проти Даллі не було визнано підтвердженим, і коли звіт OLAF просочив, документ розкритикували як упереджений і дилетантський. Першу скаргу на Даллі подала тютюнова компанія Swedish Match. За словами Даллі, мета справи полягала в тому, щоб перешкодити ухваленню Директиви про тютюнові вироби, яка вводила суворіші правила щодо маркетингу тютюну. Пізніше витік документів із Philip Morris International показав, що тютюнова компанія наймала 161 людину та витратила величезні суми, намагаючись відстрочити Директиву про тютюнові вироби. Під час справи Даллі Philip Morris International мала зв’язки як з Swedish Match, так і з OLAF, причому перша була стратегічним партнером у підприємстві з комерціалізації снусу в усьому світі, а остання була частиною угоди про боротьбу з контрабандою між Європейською комісією та PMI, згідно з якою PMI надавала інформацію, а також кошти OLAF. Corporate Europe Observatory, неурядова організація, що займається лобіюванням прозорости, поставила під сумнів, чи була справа Даллі політично мотивованою пасткою тютюнової промисловости.

### Кримінальне розслідування щодо Джованні Кесслера
Бельгійська влада почала розслідування проти колишнього генерального директора OLAF Джованні Кесслера, якого підозрювали в незаконному прослуховуванні телефонної розмови під час розслідування справи Даллі. У 2016 році Кесслера позбавили ЄС імунітету.